# Université de Miskolc

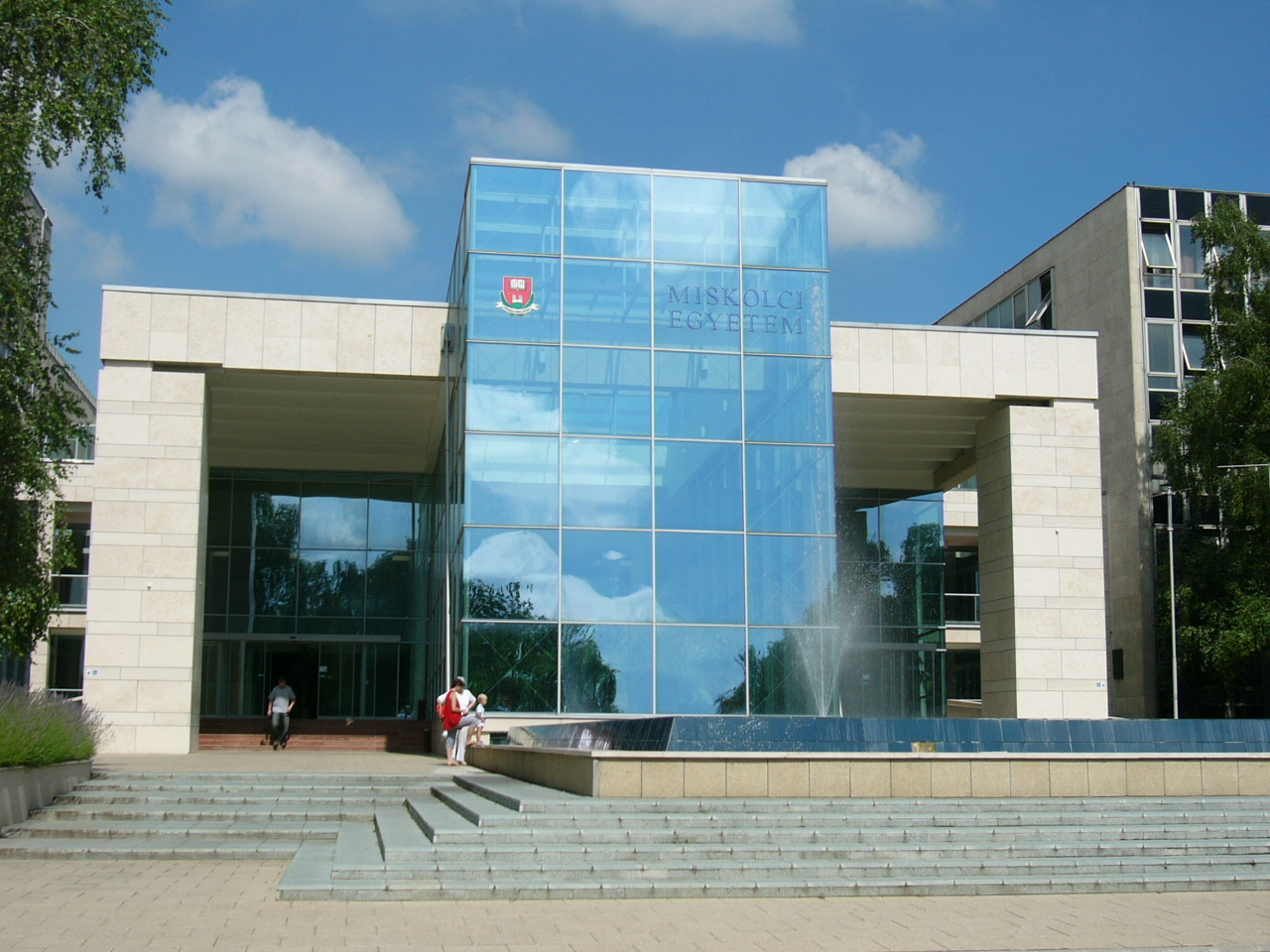
Entrée principale de l'université de Miskolc

L'université de Miskolc (Miskolci Egyetem, /miʃkolt͡si ɛɟ͡ʝɛtɛm/, ME) est une université hongroise fondée en 1949 à Miskolc. Elle est l'héritière de l'université technique d'industrie lourde Mátyás Rákosi (Rákosi Mátyás Nehézipari Műszaki Egyetem) (1952-1956) et de l'université d'industrie lourde (Nehézipari Műszaki Egyetem) (1956-1990). Elle revendique avec l'université de Hongrie occidentale l'héritage de l'École d'industrie minière et de métallurgie fondée à Selmecbánya en 1735.